# マハーヴラタ

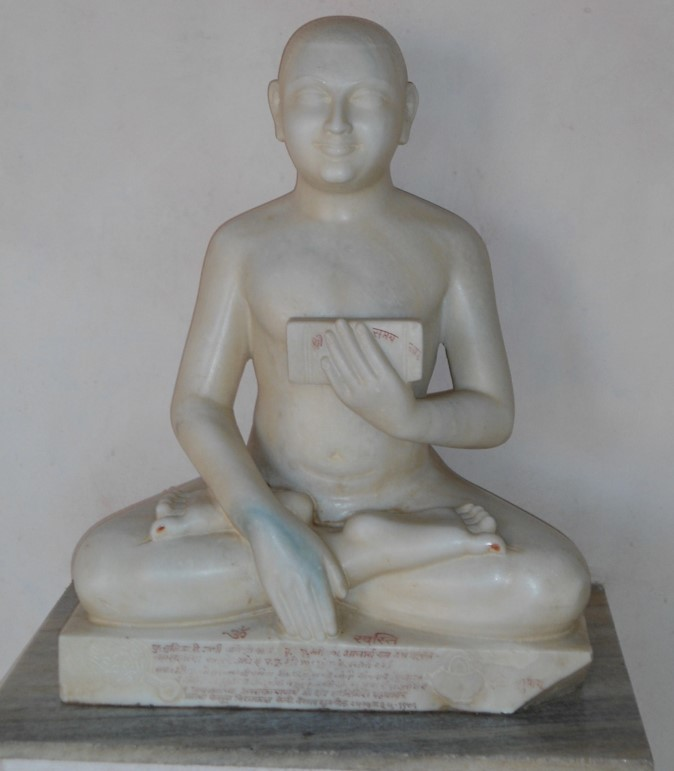
マハーヴラタ

マハーヴラタ(サンスクリット: mahāvrata、大いなる誓い)とはジャイナ教の出家者が順守すべき五つの戒律で、五大誓戒という訳語があてられる。その内訳は以下:
1. アヒンサー (ahiṃsā、非暴力、不害)
2. サッティヤ (satya、真実語)
3. アステーヤ (asteya、不盗)
4. ブラフマチャリヤ (brahmacarya、不淫)
5. アパリグラハ (aparigraha、無所有/無執着)

以上のような、『アーチャーランガ』などの古代の文献に記されたジャイナ教の出家者のための戒律は非常に厳格で、マハーヴィーラの教えが今日まで受け継がれている。
出家者は独身で、財産を持たず、ひとところに居住し続けることもない。そのため彼らは放浪する必要があるが、(「チャートゥルマーサ」と呼ばれる)四か月間の雨季には放浪しない。当然結婚して財産を有している在俗信者に対しては、アヌヴラタと呼ばれる五つの戒律が存在する。